# Бхалука
Бхалука (бенг. ভালুকা, англ. Bhaluka) — город на севере Бангладеш, административный центр одноимённого подокруга. Площадь города равна 27,19 км². По данным переписи 2001 года, в городе проживало 12 269 человек, из которых мужчины составляли 52,56 %, женщины — соответственно 47,44 %. Уровень грамотности населения составлял 32,7 % (при среднем по Бангладеш показателе 43,1 %).